# Акамацу, Кэн
Кэн Акамацу (яп. 赤松 健 Акамацу Кэн) — мангака. Родился 5 июля 1968 года в Токио. Получил известность благодаря своей манге «С любовью, Хина». Публикуется в журнале Weekly Shonen Magazine.

## Биография
Как и его герой из «С любовью, Хина», пытался поступить в престижный Токийский университет. После двух неудачных попыток поступил в другой — университет Тюо на филологический факультет. В рамках нескольких клубов Акамацу, наконец, на 3-м курсе благодаря манге стал довольно известным, участвуя в комикетах под псевдонимом Ава Мидзуно (яп. 水野 亜和 Мидзуно Ава). Он участвовал в конкурсе Shonen Magazine, дважды получив приз за A Kid’s Game for One Summer (также манга была награждена на 50th Shonen magazine Newcomer’s Award вскоре после окончания).
Параллельно своей официальной деятельности Акамацу с 1994 по 2003 год работал в кругу doujinshi hentai Cu-Little2 под псевдонимом Бетти (Betty). Эта команда из трёх отаку знаменита фанфиками по Final Fantasy VII. Под этой же маркой Кэн опубликовал и несколько собственных произведений.
Успешно сотрудничая с «Коданся» после выпуска, он начал свою карьеру в качестве мангаки. Молодой автор принял деятельное участие в экранизации своих произведений.
Выпустив восьмитомник AI Ga Tomaranai (A.I. Love You), Акамацу занялся успешной Love Hina. Он использовал в сюжете детали своей биографии и создал уникальное чувство к манге (другие культуры не чувствуют «привлекательную женщину» таким же образом как японцы, и он был удивлен, что иностранные читатели нашли Love Hina привлекательной). «„С любовью, Хина“ — произведение весьма автобиографичное и несёт в себе большую толику японской культуры. Я не думал, что японская комедия будет иметь такой успех в США», — признаётся Акамацу. Тема «бесполезный парень, который нравится девочкам», была особенно хорошо принята в других азиатских странах. Кэн регулярно получает почту читателей из-за границы на собственном веб-сайте. Любимый персонаж Кэна в Love Hina — Мотоко Аояма из-за внешности: рост 175 см и фигура супермодели. Love Hina публиковалась в журнале Shukan Shonen и вышла в одиннадцати томах, которые продались более чем 6 миллионами копий в Японии. Полностью он написал 14 томов. В начале 2002 Tokyopop издал Love Hina в Америке.
Иногда выпускает додзинси в цикле Level-X под псевдонимом Ава Мидзуно.
С июля 2002 года Кэн Акамацу находится в браке с певицей Канон Акамацу (яп. 赤松 佳音), у супругов родилась дочь. Канон послужила моделью для персонажа Асуны из манги Negima!.
В ноябре 2010 года Акамацу объявил, что открывает сайт J-Comi со свободным (бесплатным) доступом к манге. Все 14 томов Love Hina стали его первым релизом. Сервис полностью свободный, без временных ограничений или комиссий. Отчисления авторам набираются за счёт размещённой рекламы. Комиксы представлены в PDF-формате, без технических средств защиты авторских прав.

## Список работ
- Hito Natsu no Kids Game — 1993
- Itsudatte My Santa! — 1997
- A.I. Love You — 1994—1997
- «С любовью, Хина» — 1997—2001
- Автор оригинала для анимационного фильма и дизайн персонажей в Ground Defense Force! Mao-chan — 2002—2003
- Negima!: Magister Negi Magi — 2003—2012
- Дизайн костюма трансформации в «Ута-Ката» (эп. 11, 2004 год)
- Цикл додзинси Level-X
- UQ Holder! — 2013—2022

## J-Comi
J-Comi — это сайт, который предоставляет мангу и додзинси как DRM-свободные электронные книги с разрешения авторов и поддерживается за счёт рекламы. J-Comi ограничен изданиями, не находящимися в печати, так что качество работы обеспечивается и тем, что J-Comi не конкурирует с издателями.
Первая бета-версия открылась 26 ноября 2010 года и включала все 14 томов «С любовью, Хина». За первые два дня бета-версии пользователи совершили более 1 миллиона просмотров (загрузок страниц произведений). Издательства «Коданся» и Shueisha сотрудничают с J-Comi. Так, например, Shueisha предоставила некоторые дополнительные издания манги для второго бета-тестирования.
Одно из изданий в бета-тестировании, After School Wedding от Маю Синдзё, заработало 525 000 иен в течение месяца.
В J-Comi создана программа амнистии для несанкционированных сканов манги с закончившимися тиражами, «Illegal Out-of-Print Manga File Purification Project»: пользователи анонимно загружают их на сайт, а J-Comi добивается разрешения опубликовать их, позволяя автору получать 100 % отчислений за добавленную рекламу.
J-Comi работает с Google над системой просмотра для американских потребителей.
Читатели могут добавлять комментарии или переводы на своём языке на каждую страницу манги в J-Comi. По состоянию на сентябрь 2011 года было опубликовано 103 работы.
В октябре 2011 года в J-Comi добавили платный доступ к эротической манге, в том числе работам, которые запрещены в соответствии с пересмотренной «Tokyo Metropolitan Ordinance Regarding the Healthy Development of Youths».